# Света Троица (Жолква)
„Света Троица“ (на украински: Церква Святої Трійці) е дървена църква в град Жолква, Лвовска област на Украйна, построена през 1720 г. Паметник на архитектурата и монументалното изкуство на галицската школа. На 21 юни 2013 г., на 37-ото заседание на Комитета за световното наследство на ЮНЕСКО, проведено в Камбоджа, храмът, както и други дървени църкви в района на Карпатите, е включен в списъка на световното културно и природно наследство на ЮНЕСКО.

## Описание
Първата сграда на църквата е издигната през 1601 година. На 17 юни 1719 година в града избухва пожар, в който „Света Троица“ изгаря. Новата църква, западена до днешно време, е построена през 1720 година за сметка на енориашите и княз Константин Собески, на мястото на изгорената.
Църквата е дървена триъгълна сграда с тухлена надстройка – ризница. Белокаменните рамки на прозорците и порталите са пренесени тук от демонтираната кула на замъка. В храма има с петкрилен иконостас, наброяващ около 50 икони, създаден от майстори в началото на 18 век. Образите на светците имат елементи от украински тип. Иконостасът е направен от липа, декорът му е с дълбоки резби от Игнаций Стобенски. През 1978 – 1979 г. църквата и иконостасът са реставрирани. Помещенията на храма са предадени за ползване на музея, а след независимостта на страната, те са прехвърлени първо на православната, а след това, през 1993 година, на гръкокатолическата община.